# Sportplakette der Stadt Frankfurt am Main
Die Sportplakette der Stadt Frankfurt am Main ist die höchste Auszeichnung der Stadt Frankfurt am Main für den Sport.

## Zweck
Die Plakette ist für herausragende sportliche Leistungen oder besondere Verdienste um den Sport in Frankfurt vorgesehen und wird in jährlichem Turnus an Einzelpersonen oder Mannschaften vergeben. Bei Mannschaften erhält jedes einzelne Mannschaftsmitglied die Plakette.

## Vergabekriterien
Mit der Sportplakette der Stadt Frankfurt am Main kann nur ausgezeichnet werden, wer seinen ständigen Wohnsitz innerhalb des Stadtgebietes hat oder durch seine sportliche Leistung bzw. seine Verdienste um den Sport eng mit der Stadt oder ihren Sportvereinen verbunden ist.
Die Plakette können Jugendliche, Junioren, erwachsene Aktive inkl. Senioren erhalten, die für folgende offiziell von den jeweiligen Spitzenverbänden ausgeschriebene Wettbewerbe qualifiziert und nominiert waren:
- Olympische Spiele bzw. Paralympics
- Welt- und Europameisterschaften
- Deutsche Meisterschaften (auch: Deutsches Turnfest, Pokalsiege, Deutsche Hochschulmeisterschaften, Polizeimeisterschaften etc.)

Neben den für herausragende Leistungen ausgezeichneten Sportlern können jährlich bis zu fünf Personen ausgezeichnet werden, die sich in langjähriger ehrenamtlicher Arbeit um die Jugend- oder Breitenarbeit im Frankfurter Sport in hervorragender Weise verdient gemacht haben.
Vorschlagberechtigt sind Vereine, Verbände und überfachliche Institutionen des Sports. Die Vorschläge werden beim Sportamt der Stadt eingereicht und durch eine Stellungnahme des erweiterten Sportkreisvorstandes ergänzt. Die Entscheidung über die konkrete Vergabe wird von dem für Sport zuständigen Magistratsmitglied (Sportdezernent) getroffen.

## Verleihung
Die Verleihung erfolgt im Rahmen der Veranstaltung Frankfurter Sportabend. Neben der Plakette wird auch eine Urkunde der Stadt Frankfurt und eine Sportehrennadel überreicht.

## Design
Die Plakette trägt auf der Vorderseite das Frankfurter Stadtwappen, auf der Rückseite ist in der Version für aktive Sportler der Schriftzug für hervorragende Leistungen eingeprägt, in der Version für ehrenamtlich Tätige der Schriftzug für hervorragende Verdienste um den Frankfurter Sport sowie in beiden Varianten die Jahreszahl, in der sie verliehen wird. Die Sportehrennadel zeigt eine Miniatur der Vorderseite der Sportplakette.